# Villy (Ardenes)
Villy és un municipi francès situat al departament de les Ardenes i a la regió del Gran Est. L'any 2007 tenia 184 habitants.

## Demografia

### Població
El 2007 la població de fet de Villy era de 184 persones. Hi havia 62 famílies de les quals 12 eren unipersonals (4 homes vivint sols i 8 dones vivint soles), 21 parelles sense fills i 29 parelles amb fills.
La població ha evolucionat segons el següent gràfic:
Habitants censats

### Habitatges
El 2007 hi havia 75 habitatges, 68 eren l'habitatge principal de la família, 3 eren segones residències i 4 estaven desocupats. 71 eren cases i 3 eren apartaments. Dels 68 habitatges principals, 60 estaven ocupats pels seus propietaris, 7 estaven llogats i ocupats pels llogaters i 1 estava cedit a títol gratuït; 2 tenien dues cambres, 1 en tenia tres, 7 en tenien quatre i 58 en tenien cinc o més. 57 habitatges disposaven pel capbaix d'una plaça de pàrquing. A 25 habitatges hi havia un automòbil i a 33 n'hi havia dos o més.

### Piràmide de població
La piràmide de població per edats i sexe el 2009 era:
| Homes | Edats   | Dones |
| ----- | ------- | ----- |
| 0     | 95 o +  | 0     |
| 0     | 90 a 94 | 0     |
| 8     | 85 a 89 | 0     |
| 4     | 80 a 84 | 0     |
| 4     | 75 a 79 | 8     |
| 4     | 70 a 74 | 4     |
| 4     | 65 a 69 | 8     |
| 0     | 60 a 64 | 0     |
| 0     | 55 a 59 | 4     |
| 0     | 50 a 54 | 0     |
| 4     | 45 a 49 | 12    |
| 12    | 40 a 44 | 8     |
| 8     | 35 a 39 | 4     |
| 0     | 30 a 34 | 4     |
| 4     | 25 a 29 | 4     |
| 8     | 20 a 24 | 0     |
| 0     | 15 a 19 | 0     |
| 8     | 10 a 14 | 8     |
| 0     | 5 a 9   | 8     |
| 0     | 0 a 4   | 4     |

## Economia
El 2007 la població en edat de treballar era de 106 persones, 88 eren actives i 18 eren inactives. De les 88 persones actives 79 estaven ocupades (42 homes i 37 dones) i 9 estaven aturades (5 homes i 4 dones). De les 18 persones inactives 3 estaven jubilades, 9 estaven estudiant i 6 estaven classificades com a «altres inactius».

### Ingressos
El 2009 a Villy hi havia 70 unitats fiscals que integraven 193 persones, la mediana anual d'ingressos fiscals per persona era de 18.402 €.

### Activitats econòmiques
Dels 6 establiments que hi havia el 2007, 1 era d'una empresa alimentària, 1 d'una empresa de construcció, 1 d'una empresa de comerç i reparació d'automòbils, 2 d'empreses de serveis i 1 d'una empresa classificada com a «altres activitats de serveis».
L'únic servei als particulars que hi havia el 2009 era una lampisteria.
L'any 2000 a Villy hi havia 10 explotacions agrícoles que ocupaven un total de 780 hectàrees.

## Poblacions més properes
El següent diagrama mostra les poblacions més properes.